# Дворец Труда (Днепр)
Дворец Труда (в 1937 - 2018 годах Дворец Ильича (известен также под названиями Дворец культуры имени Ильича, Государственный областной украинский дом или ДК им. Ильича)). Расположен в Днепре (городе) по проспекту Сергея Нигояна, 47, у одного из выходов построенной впоследствии станции метро Метростроителей. На сегодняшний день здание является крупнейшим произведением города в формах конструктивизма. Это также единственная сохранившаяся работа архитектора Александра Красносельского в данных формах. Здание входит в число лучших сооружений конструктивизма СССР. Памятник архитектуры национального значения, однако впоследствии оказалось, что данный статус нигде не зарегистрирован. Площадь 18 802,30 м2.

## История
В 1925 году был объявлен всесоюзный конкурс на проект Дворца труда. Строительство здания началось 5 августа 1926 года. Здание проектировалось как Дворец труда, а открыто было как Дворец культуры металлистов. Открытие здания произошло в 1932 году. В 1936 году к зданию пристроили самый большой в то время в городе театр на 1600 зрителей.
Здание симметричное, из трех объёмов соединенных двумя полукруглыми крыльями. По словам историка архитектуры А. Игнатова «форма зала и сценической части Дворца труда Красносельского подобна запроектированной ленинградскими архитекторами».
На стадии строительства станции метро Метростроителей, рассматривалось одноименное название станции «Дворец культуры имени Ильича» (или «Дворец Ильича»).
Здание пострадало во время Великой Отечественной войны, но потом было полностью отстроено 18 декабря 1955 года. В 1960-1980 годы в здании ДК Ильича был размещен зал Областной филармонии. В мае 1958 года в здании Днепропетровщине вручали Орден Ленина. Во дворце Ильича, в разное время, выступало много известных людей. Например: Эдита Пьеха, Иосиф Кобзон, Валерий Леонтьев, Алла Пугачева, Муслим Магомаев, София Ротару, Махмуд Эсамбаев, Алексей Козлов с джаз-рок-ансамблем «Арсенал» и другие. Во дворце Ильича проходили важные официальные мероприятия, партийные конференции. Например здесь принимали официальный визит М. С. Горбачёва
В 1992 году, после обретения Украиной независимости здание сменило название на Украинский дом, правда это название не прижилось, и стало постепенно приходить в запущение. Установленная перед Дворцом в 1957 году статуя Ленина была уничтожена в феврале 2014 года.

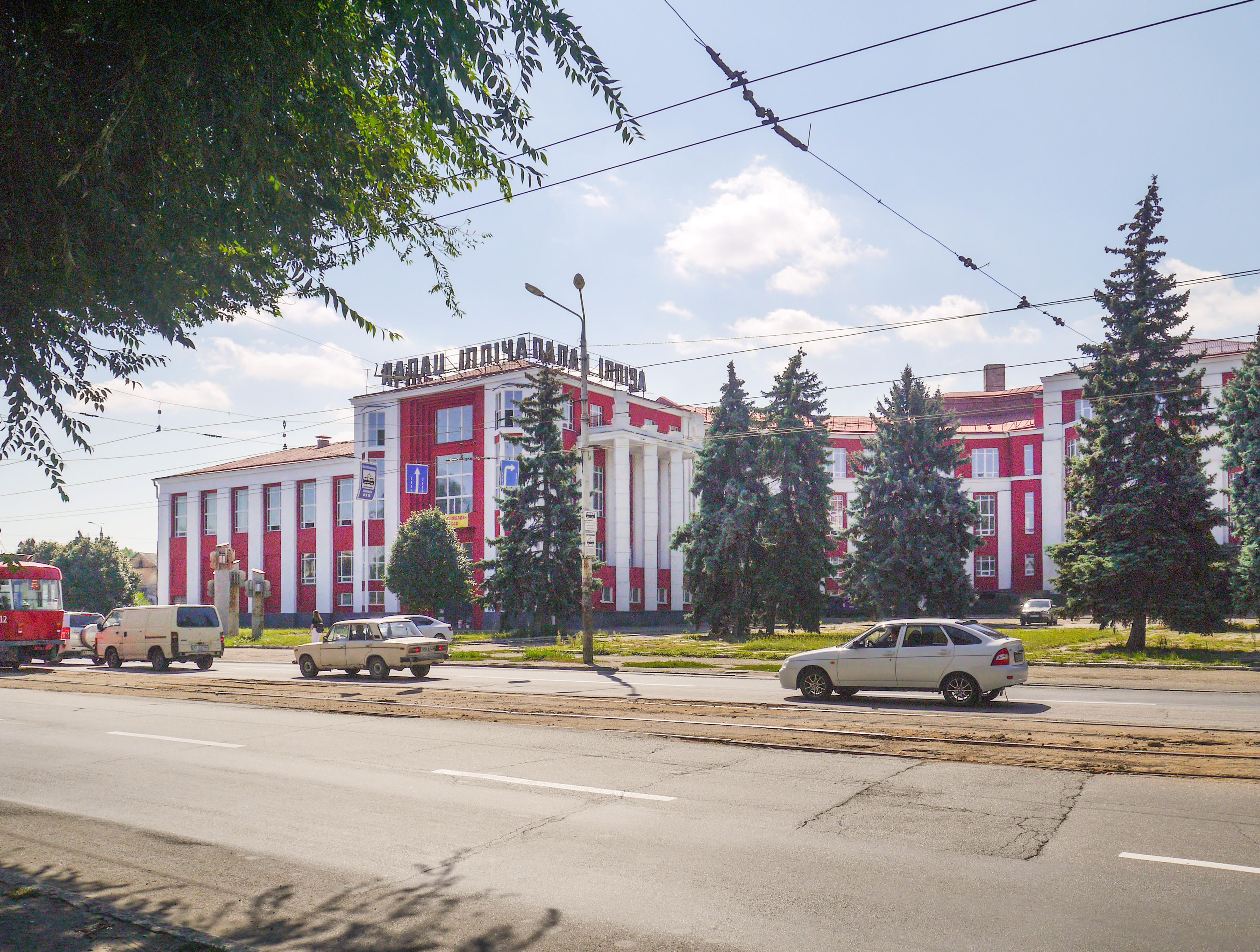
Здание дворца после реконструкции (2020)

27 марта 2017 года Публичное акционерное общество «АКТАБАНК» решило заработать на доме выставив его на продажу. 20 ноября 2017 года здание было продано в собственность ООО «БЦ-Веста» по цене квартиры в Киеве за 7 875 000 гривен. Заместитель министра экономического развития и торговли Максим Нефедов отметил: «Здание - шедевр конструктивизма, который оказался под угрозой разрушения. Уверены, что новый владелец сохранит памятник архитектуры. Поздравляем всех активистов и неравнодушных, которые так долго волновались за судьбу известного объекта и призываем следить за дальнейшим развитием событий».